# 音響技術者能力検定
音響技術者能力検定（おんきょうぎじゅつしゃのうりょくけんてい）は、音響技術者に必要な能力を検定させることにより、その技巧の向上及び、社会的地位の確立を図るため、一般社団法人日本音響家協会が実施するものである。

## 分類

### 1級音響技術者
技能認定講座オペレーターコースの中で筆記試験・実技試験を実施（1日）
- 認定基準 - オペレーター又はチーフエンジニアとして、音響業務を遂行できる能力がある者
- 経験年数・条件 - 2級取得してから3年経過又は実務経験5年以上
- 試験内容-ジャズビッグバンドのミクシング、演劇の効果音再生操作、筆記試験

### 2級音響技術者
技能認定講座ベーシックコースの修了者を対象に筆記試験を実施（2日間）
- 認定基準 - チーフエンジニア又はオペレーターの指示に従い、正確かつ迅速に作業ができる者
- 経験年数・条件 - 実務経験1年程度

### 3級音響技術者
技能認定講座ビギナーズコースを受講（1日）、または協会指定のセミナーを受講あるいは協会指定の専門学校を修了
- 認定基準 - 実務経験が豊富な音響技術者の監督下で、安全かつ的確に作業ができる者
- 経験年数・条件 - 実務経験不問（学生も受講可能）

### サウンドシステムチューナー
技能認定講座サウンドシステムチューナーコースの修了者を対象に、筆記試験と実技試験を実施
- 認定基準 - 正しくシステム設計をすることができ、その性能を十分に発揮させるために的確な調整ができる能力を有する者
- 経験年数・条件 - 2級取得してから3年経過又は実務経験5年以上